# ایستگاه راه‌آهن بانانال

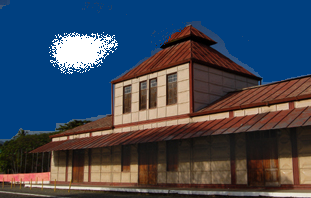

ایستگاه راه‌آهن بانانال (پرتغالی: Estação Ferroviária de Bananal) ساختمانی واقع‌در شهر تاریخی و گردشگری بانانال در ایالت سائو پائولو، برزیل است. این ساختمان که در سال ۱۸۸۸ ساخته شد، تنها نمونه سازه‌های فولادی در قاره آمریکا است که از بلژیک وارد شد.
.